# Велике сирійське повстання
Велике сирійське повстання (араб. الثورة السورية الكبرى), також відоме під назвою Велика друзька революція — повстання в Сирії та частково на території Лівану у 1925—1927 роках під керівництвом общини друзів проти французького управління на території Сирії.
Загалом повстання було придушеним французькими військами. Але 11 червня 1932 року Сирія була оголошена республікою при збереженні Лігою Націй французького мандату на управління нею.

## Передісторія

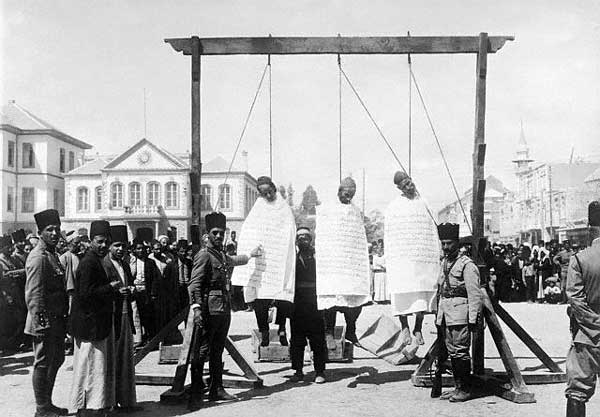
Публічна страта повстанців на площі Марджех в Дамаску

Після поразки в Першій світовій війні, Османська імперія у 1918 році втратила ці території і їх окупували війська Антанти, зокрема британські і французькі солдати. Сирійське населення виявилось не в захваті від розміщених французьких гарнізонів, основу яких складали солдати колоніальних військ, і майже відразу розпочалася партизанська війна.
В квітні 1920 року пройшла конференція в Сан-Ремо, в результаті якої мандат на ці землі отримала Франція. Відразу ж спалахнула франко-сирійська війна, 23 липня 1920 року в битві під Майсалуне, французька армія розбила арабські війська і Арабське Королівство Сирія припинило своє існування. Король Фейсал покинув територію країни. Французький генерал Анрі Гуро розпочав формувати колоніальну систему влади і Сирія стала ще однією французькою колонією.
Відразу ж французька влада почала вимагати дотримання певних умов: виплати компенсації, розброєння залишків армії.

## Причини

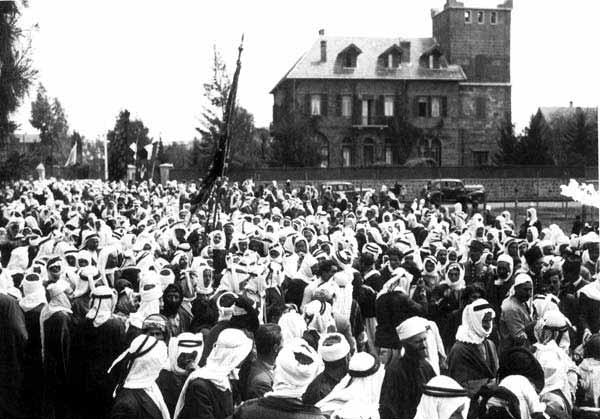
Воїни-друзи готуються виступити проти французів, 1925 рік

### Відчуження еліти
Однією з причин початку повстання була відчуженість сирійських племінних еліт від французької адміністрації. Османська імперія, особливо в останні роки свого існування, передала значні повноваження по управлінню на місцевий рівень. Така система управління гарантувала різним народам, що населяли Сирію, відстоювання їхніх традиційних інтересів (наприклад, дозволяла мусульманам встановлювати норми шаріату, а євреям і християнам сповідувати власні релігійні цінності).
Європейські держави, однак, не оцінили тонкощів османського правління в регіоні і чітко позначили, що ліквідація національного уряду означає ліквідацію та адміністрацій на місцях. Французи в Сирії вважали, що сирійці не здатні організувати самоврядування, і почали створення місцевої адміністрації з європейців, які, як офіційно заявлялося, повинні були навчити сирійських колег мистецтву управління.
Однак замість навчання місцевих кадрів французькі радники взяли на себе всі владні повноваження на місцях. Це викликало обурення вождів племен, які здійснювали функції управління протягом багатьох століть. Крім того, місцева сирійська влада традиційно будувалася за принципом системи каст, в той час як європейські адміністратори відмовилися від системи каст.

### Курс на лояльність племен
За межами міст французи були не зовсім успішні в перемозі над кочовим населенням.
Після Першої світової війни, територія, де були розташовані племена, була розділена між Туреччиною, французьким мандатом в Сирії та британським мандатом в Месопотамії. Ці території стали розділеними, що ускладнювало пересування цих самих кочових племен. Окрім того в Сирії процес індустріалізації був швидким: дороги були швидко побудовані, автомобілі та автобуси стали звичайним явищем. Ситуація для кочівників загострилася через приплив вірмен та курдів з нової країни Туреччини, які поселилися в північних районах французького мандату.
Щоб заспокоїти або, принаймні, контролювати племена, французи ввели декілька обмежувальних заходів: наприклад, племена не могли володіти зброєю в заселених районах і мали платити одноразові податки на худобу. Через це, в 1925 р. коли спалахнуло Велике сирійське повстання, тисячі племен пішли воювати проти французів.

### Друзи
Друзи мешкали в південних та південно-східних регіонах країни. Французи цю область виокремили в окремий адміністративний район під назвою «Джебель-Друз». Друзи сподівалися на відновлення автономії, яку вони мали під Османським правлінням, але ці сподівання були марні.
Після того, як французький капітан Карбільє, обраний меджлісом головою общини, почав проводити реформи, зокрема збір примусовий податків і розброєння населення, член сім'ї аль-Атраш — Султан аль-Атраш відправив делегацію в Бейрут, для того щоб сповістити Верховного комісара Сирії генерала Моріса Саррая, про те, що діяння капітана Карбільє суперечать інтересам друзів. Але Саррай арештував делегатів, через що друзи стали на підтримку сім'ї аль-Атраш і почали виступи проти французів і лояльного до них меджлісу.

## Повстання
Відправною точкою повстання стала сутичка біля поселення Аль-Кафра 16 липня 1926 року, коли друзи атакували французький батальйон у складі 200 чоловік, направлений для затримання Султана аль-Атраша. Французи були розбиті й друзи рушили на містечко Суейде, де взяли в облогу французький гарнізон. Саррай для деблокади міста відправив загін чисельністю 3000 осіб із залученням танків Renault FT-17 і артилерії, але друзи використовуючи тактику швидких кавалерійських набігів досить швидко розбили загін. Після цього 23 серпня було оголошене загальне повстання проти французьких окупантів.
Повстанці досить швидко залучились підтримкою широких мас населення й повстання швидко розкинулось на всю територію Сирії. Французи вирішили не проводити масштабних бойових дій, а почали накопичувати сили, через що вони втратили Дамаск та деякі інші міста.
Париж відправив підкріплення із Марокко і Сенегалу, і з літа 1926 французи почали широкомасштабні бойові дії й вибили повстанців з Дамаску. Почалася партизанська війна. Але вже в липні 1927 року повстання було придушене, а сам аль-Атраш втік з країни.
9 червня 1928 року були проведені вибори до місцевої адміністрації, а в 1932 році Сирії була оголошеною республікою під французьким мандатом.

## Наслідки

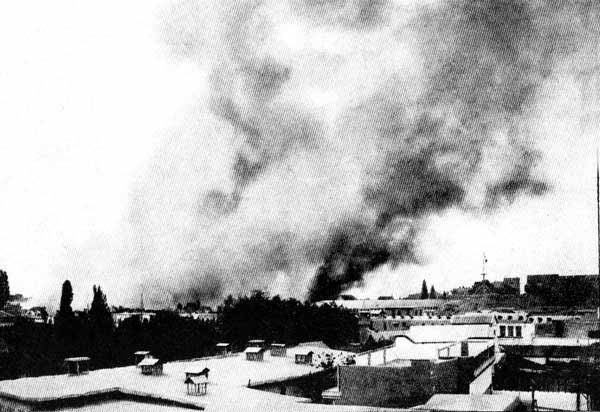
Дамаск під вогнем французької артилерії

Національно-визвольне повстання в Сирії призвело до змін у французькому підході до управління колоніями. Війна була занадто дорога, і французи змінили загрози військового втручання на тактику дипломатичних переговорів. У березні 1928 року, всього через рік після придушення повстання, була оголошена загальна амністія для повстанців, хоча Султану аль-Атраш повернутися не дозволили.
В ході повстання щонайменше 6000 повстанців були вбиті, більше 100 000 чоловік втратила домівки. Міста і ферми Сирії понесли значні збитки, а сільське господарство та торгівля тимчасово припинилися.